# Voeltzkowia lineata
Voeltzkowia lineata är en ödleart som beskrevs av  François Mocquard 1901. Voeltzkowia lineata ingår i släktet Voeltzkowia och familjen skinkar. IUCN kategoriserar arten globalt som livskraftig.
Artens utbredningsområde är Madagaskar. Ödlan förekommer i öns södra och torra delar i låglandet upp till 300 meter över havet. Habitatet utgörs av skogar med taggiga växter och dessutom besöks ödemark. Voeltzkowia lineata gräver ofta i marken för att gömma sig.
Inga underarter finns listade i Catalogue of Life. Arten listas av Reptile Database i släktet Grandidierina.